# Carboneres
Carboneres és una masia de l'Esquirol (Osona) inclosa a l'Inventari del Patrimoni Arquitectònic de Catalunya.

## Descripció
Masia de planta rectangular (24 x 10 m), coberta a dues vessants i amb el carener paral·lel a la façana situada a tramuntana. Adossada al pendent del terreny pel sector Nord, consta de baixos, planta i golfes. La façana principal presenta a la planta un portal rectangular central en mal estat amb llinda de roure, dues espieres arran de terra que donen llum a les corts dels baixos, dues finestres amb forjat i a les golfes quatre finestres amb ampit motllurat. La façana Est presenta un cos adossat al sector Sud, a la part baixa del qual es troba la cisterna, on hi ha un portal i dues finestres laterals modernes. A les golfes s'obren dues finestretes. La façana Oest presenta diversos cossos de totxo adossats (corts). Al sector Sud presenta un portal i una finestra i a les golfes dues finestres amb ampit motllurat. La façana Sud presenta un cos cobert amb fibrociment (uralita) als baixos i un cos de porxos amb quatre arcades de totxo a la planta baixa i quatre més a les golfes. En el sector Est hi ha un balcó. A aquesta façana es pot veure una data (1853) sobre l'arrebossat de calç.

## Història
Masia del segle xix documentada des del 1124. Altres documents citen Carboneres d'Amunt i Carboneres d'Avall. S'ignora quin dels dos és l'actual, ja que no s'ha trobat rastre de l'altre. Probablement seria el d'Amunt, perquè en alguns documents ve esmentat com a Carboneres sobirà. El mas fou cremat l'any 1653 durant la Guerra dels Segadors, segons el Diari de Joan de la Guàrdia.
Apareix en el "Nomenclator de la Provincia de Barcelona. Partido Judicial de Vich. 1860" com a casa de pagès.